# Mesocricetus
A Mesocricetus az emlősök (Mammalia) osztályának rágcsálók (Rodentia) rendjébe, ezen belül a hörcsögfélék (Cricetidae) családjába tartozó nem. Ide tartozik a szíriai aranyhörcsög (Mesocricetus auratus), mely az első - és máig legnépszerűbb - háziállatként tartott hörcsögfaj.
Kutatások kimutatták, hogy ellentétben szinte minden más vizsgált szárazföldi emlősfajjal, a nem két faja (M. auratus és M. brandti) nélkülözi a színlátás képességét (Williams és Jacobs, 2008).

## Rendszerezés
A nembe az alábbi 4 faj tartozik:
- szíriai aranyhörcsög (Mesocricetus auratus) Waterhouse, 1839
- török törpehörcsög (Mesocricetus brandti) Nehring, 1898
- dobrudzsai aranyhörcsög (Mesocricetus newtoni) Nehring, 1898
- kaukázusi törpehörcsög (Mesocricetus raddei) Nehring, 1894 - típusfaj